# Luigi Gatti (Erzbischof)
Luigi Gatti (* 25. November 1946 in Castiglione Tinella, Provinz Cuneo, Italien) ist ein ehemaliger Diplomat des Heiligen Stuhls. 

## Leben
Luigi Gatti empfing am 29. Juni 1970 die Priesterweihe.
Papst Johannes Paul II. ernannte ihn am 13. Juni 1998 zum Titularerzbischof von Santa Giusta und zum Apostolischen Pro-Nuntius in Simbabwe. Die Bischofsweihe spendete ihm Kardinalstaatssekretär Angelo Sodano am 29. August desselben Jahres; Mitkonsekratoren waren Andrea Cordero Lanza di Montezemolo, Apostolischer Nuntius in Italien, und Sebastiano Dho, Bischof von Alba. 
Am 28. Juni 2001 berief ihn Johannes Paul II. zum Apostolischen Nuntius im Libanon. Papst Benedikt XVI. ernannte ihn am 16. Juli 2009 zum Apostolischen Nuntius in Griechenland und nahm am 22. Februar 2011 sein Rücktrittsgesuch an.